# 西藏護照史
西藏政府歷史上發放三種旅行證件：路照（藏語：ལམ་ཡིག，威利转写：lam-yig）、介紹信（藏語：ངོས་སྦྱོར，威利转写：ngos-sbyor）與護照（藏語：ལག་འཁྱེར，威利转写：lag-'khyer）。:149-152現存西藏最早的旅行證件是1688年發給亚美尼亚商人在西藏旅行的集體路照。西藏政府發放旅行證件直到1958年，發放事由包括西藏朝聖、外交、官員上任、商務、登山、探險等。1949年洛維爾·傑克森·湯瑪斯父子入藏時，西藏邊境官員曾在在他們的美國護照上加註簽証。
1925年，帕拉·索南旺傑持西藏護照入境英國。1947年西藏噶廈政府发给西藏商務代表团夏格巴·旺秋德丹的出國护照獲得了其他國家簽証。支持西藏獨立的人士以國際上接受夏格巴的护照作為西藏主權受到國際承認的依據之一。:1052
1950年西藏併入中華人民共和國後，西藏自治区居民得申請中華人民共和國身份证及護照。流亡藏人可以申請印度等國護照或旅行证。

## 甘丹頗章時期

### 境內旅行證件
藏文ལམ་ཡིག（威利轉寫：lam-yig）字面的意義是「路照」，英文通常翻成「passport」，也就是中文的「護照」。護照持有者旅行時可以使用烏拉差役，沒有護照的邊境或外國商人會被宗本禁止前進。學術界對它的研究始於東方學家喬瑪於1833年發表的論文。:149

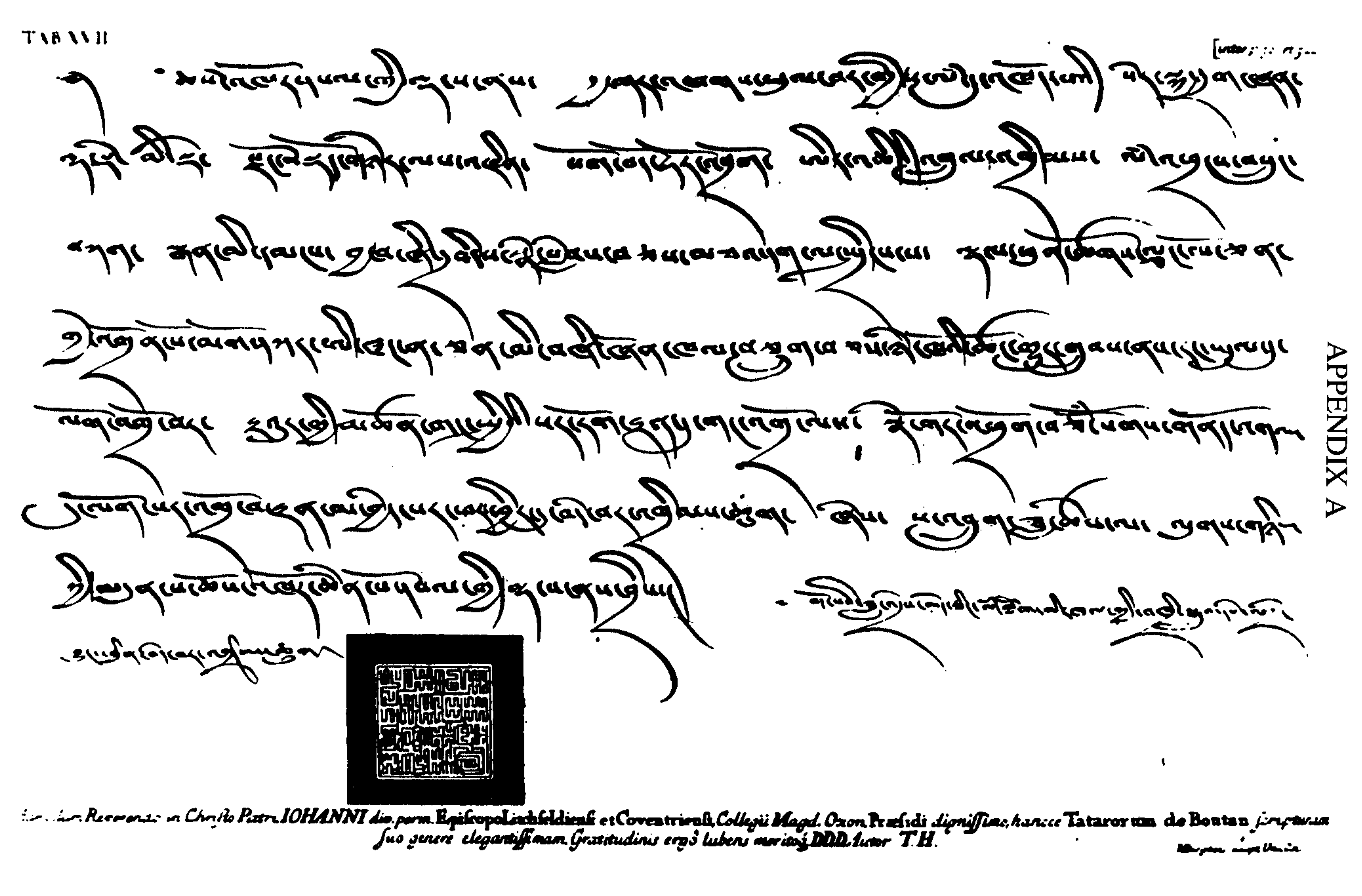
拉薩政府1688年所發的護照

藏曆第12繞迥陽土龍年（公元1688年）亚美尼亚商人约翰（藏文威利轉寫：I-wang-na）等四人離開拉薩時，拉薩政府發給他們一張藏文護照。特瑞尔·威利認為它是張安全通行証。:113護照中表明约翰大人一行四人帶著16馱物品回國，要求到印度一路上無論僧俗官民，讓其平安通過，給予包括烏拉差役的協助，勿予侵擾。:122上面所蓋方印銘文的語言不明（並非八思巴字母、蒙古文字、滿文或漢字）。:116護照持有者约翰的生平不明，黎吉生認為他與1686年到亞美尼亞貿易商拉薩分店工作的霍瓦南斯（英語：Hovannes）並非同一人。東方學學者湯瑪斯·海德從印度取得這張護照後，於1700年將其雕版印行。:111,113
駐錫扎什倫布寺的六世班禪額爾德尼為了调解第一次英不战争，1773秋季年寫信給印度總督沃倫·黑斯廷斯，班禪通過竹第悉把護照交給使團，於是黑斯廷斯於1774年派喬治·博格爾持護照出使西藏談判條約。:78印度遊方僧浦南吉爾隨行擔任翻譯。班禪在博格爾走前表示，總督致書暫勿派遣英人，以印度人為宜。後來黑斯廷斯兩次派往扎什倫布寺的使團(1779與1785年）都包括了浦南吉爾。

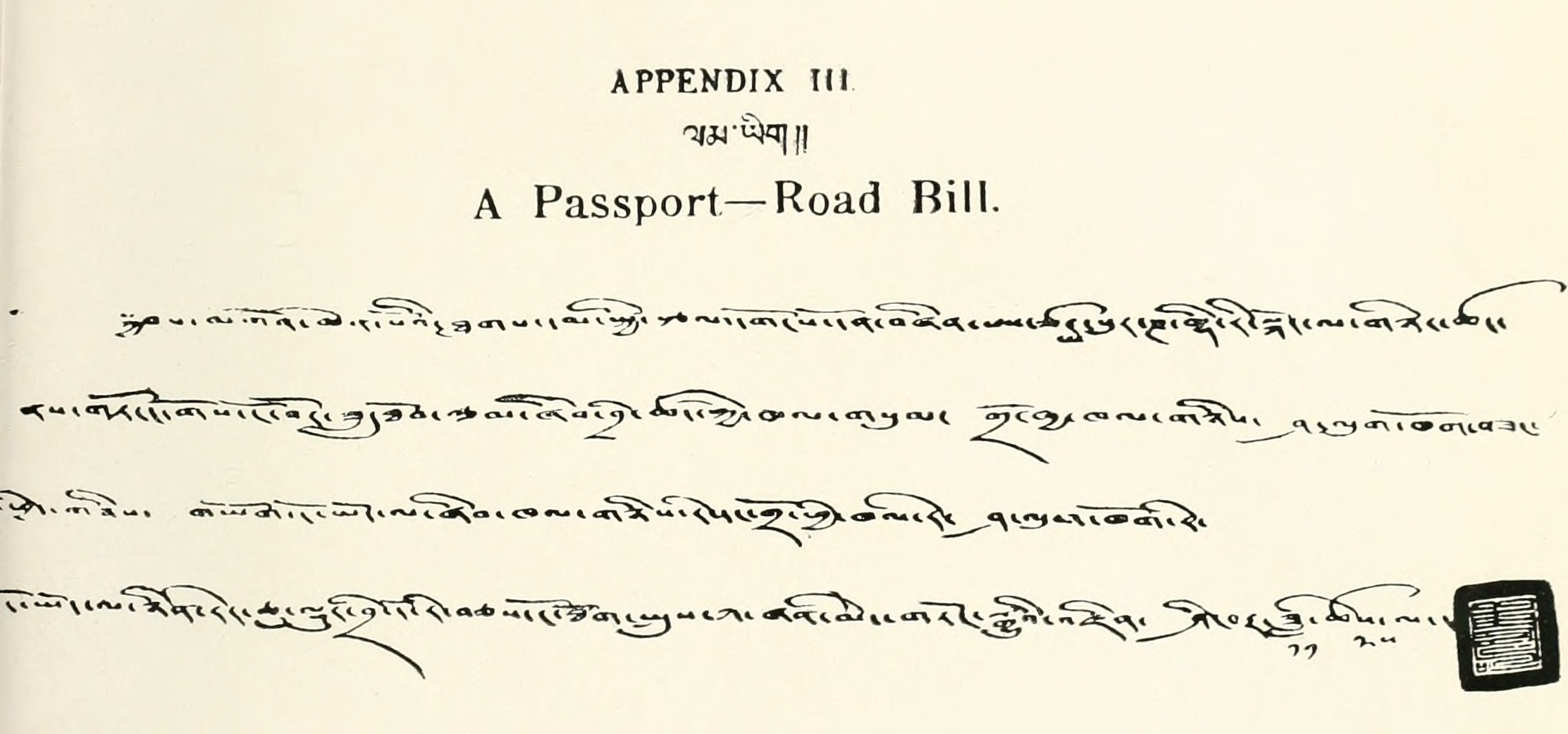
六世班禪於1774年發給浦南吉爾的路照

印度的遊方僧浦南吉爾曾經擔任東印度公司以及六世班禪的代表。六世班禪於1774年發給浦南吉爾路照。路照中稱讚了浦南吉爾對調解英不战争的貢獻，班禪因此給他終生俸，他來扎什倫布寺時僕人人數不受限制，沿途應保護他的安全，供應住宿、食物、嚮導、馬匹駝獸等。

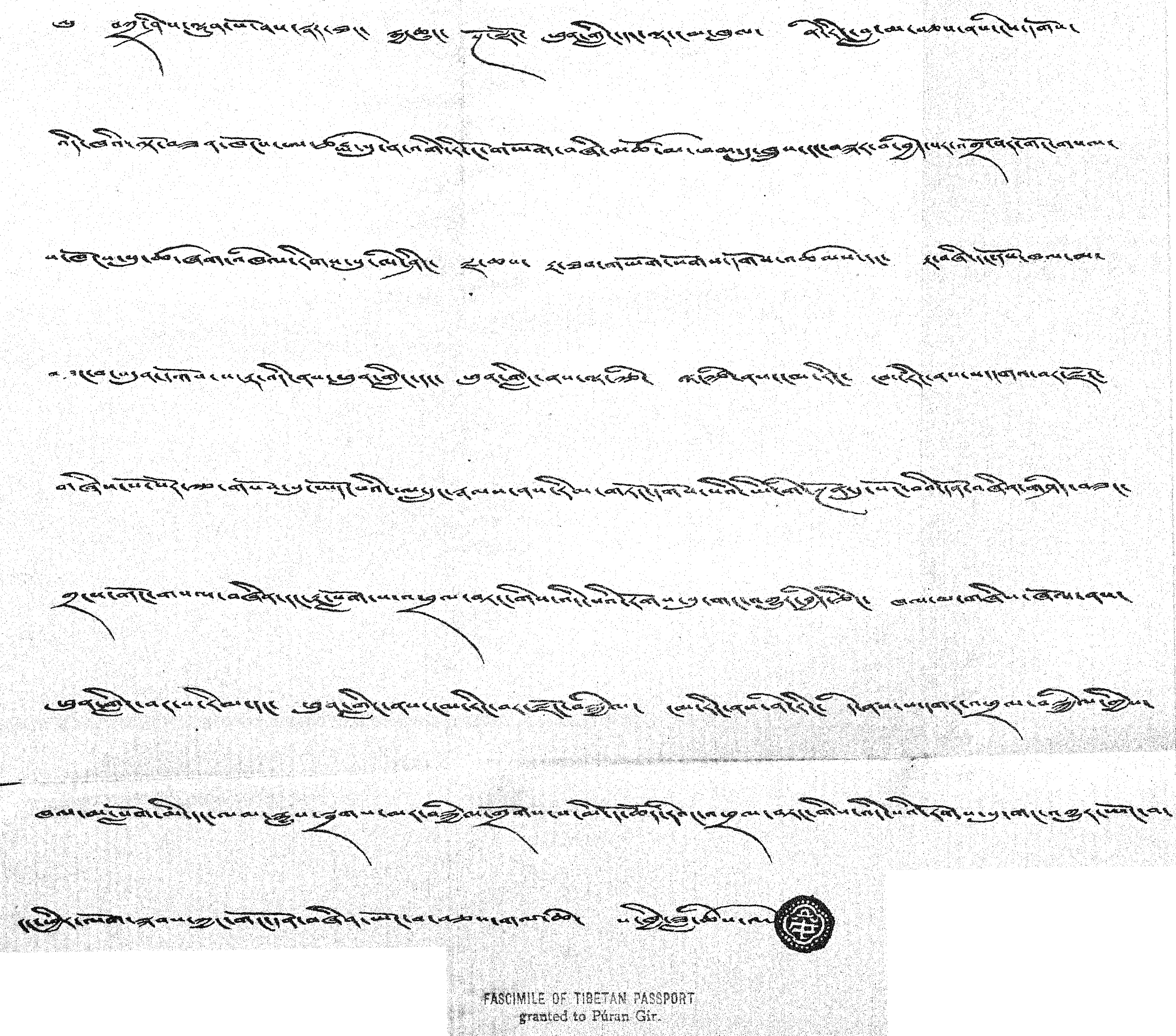
六世班禪於1778年發給浦南吉爾的路照

藏曆第13繞迥陽土狗年（公元1778年），六世班禪發路照給浦南吉爾朝聖（又參見藏傳佛教的朝聖）。:87,99路照上面蓋了六世班禪的橢圓印章，要求沿路地方官員協助到瑪旁雍錯朝聖的一行四人，包括提供四匹小馬、七匹駝獸、食物、燃料等烏拉差役。

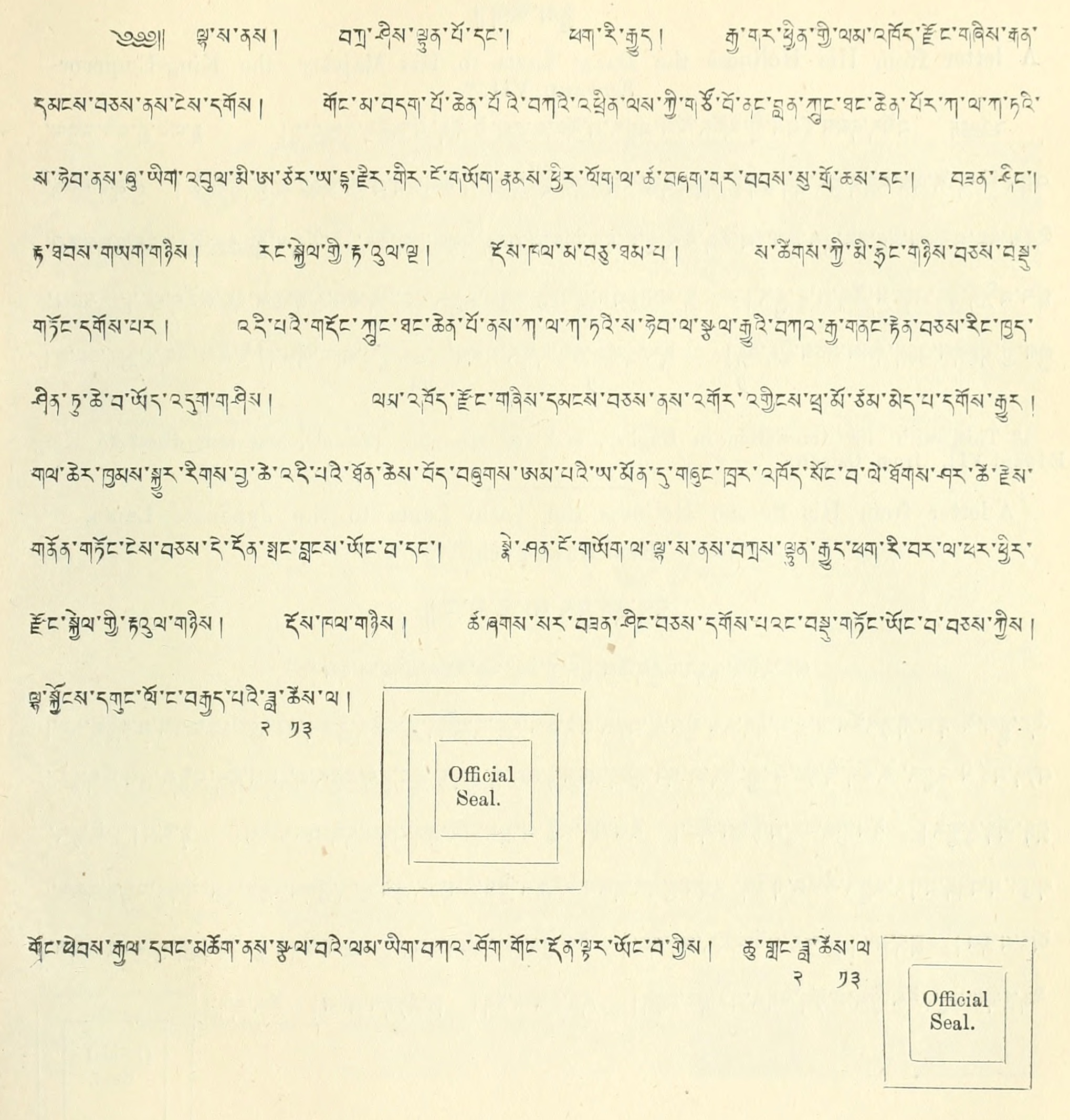
第八世達賴喇嘛於1793年發給Daljit Giri的路照摹本

浦南吉爾的弟子达齐格哩於1793年到拉薩，在第八世達賴喇嘛與英國在加爾各答的官員之間負責傳信。八世達賴要达齐格哩送信和哈達給加爾各答的官員，於藏曆第13繞迥水牛年2月13日（公元1793年3月25日）發給他一份路照，路照中要求從拉薩、扎什倫布寺、帕里到印度沿途的宗本、谿本、長老、平民，提供他五匹馬，兩頭氂牛，十匹駝獸，兩名苦力，以及食物、燃料，不得延誤。
1811年托马斯·曼宁進入西藏，在江孜申請到拉薩的護照，獲准後在拉薩受到九世達賴喇嘛接見。
1879年，藏學家萨拉特·钱德拉·达斯從扎什倫布寺取得了西藏護照，到訪扎什倫布寺。扎什倫布寺的榮譽主持生欽·洛桑班丹群培熱衷學習印地語，達斯的助手烏顏嘉措喇嘛擔保達斯是個好老師，因此取得護照。由於生欽活佛違反禁止與外國人私自來往的規定，1887年6月，他被投入雅魯藏布江溺殺，並被第十三世達賴喇嘛禁止轉世，寺產被沒收，徒眾逃散。
清政府所發的護照在西藏不保證通行。1879-1880年俄國探險家尼古拉·米哈伊洛維奇·普熱瓦利斯基率隊持北京發的護照想去拉薩，在那曲被拉薩政府下令攔阻，沒有抵達拉薩。依据中英《烟台条约》的规定，清政府在1885年11月给以孟加拉省财务部长马科雷为首的入藏使团成员颁发了护照，允许英人从印度到西藏进行考察。1886年，由於藏人反對，马科雷使团取消入藏。1891年英人漢密爾頓·鮑爾持中國護照在那曲色林錯湖旁被拉薩官員攔住，告知鮑爾西藏被非中國的一部分，中國皇帝無權發放護照。

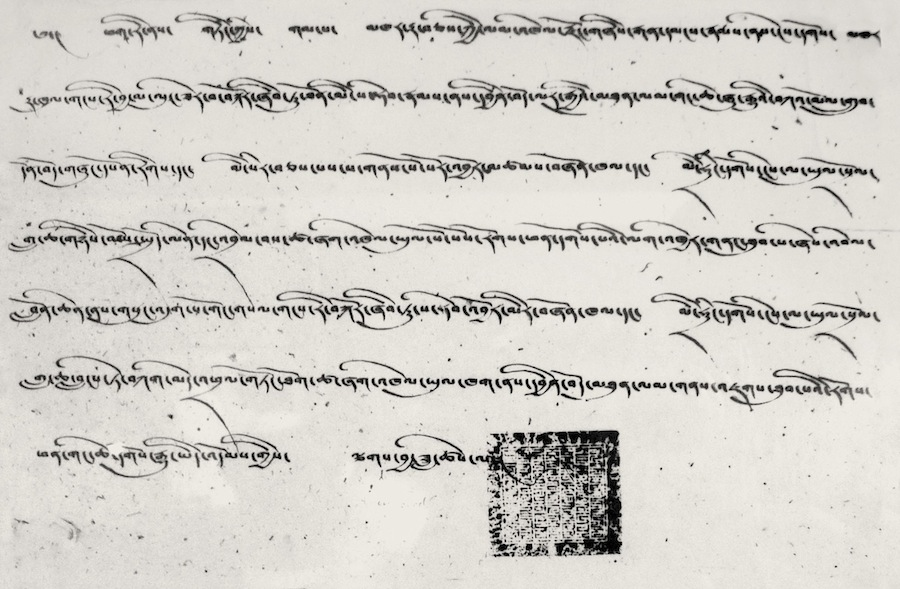
1921年珠峰遠征隊護照

1921年，西藏政府頒發護照給史上第一次英國珠穆朗瑪峰遠征隊，護照上稱此峰為「珠穆朗瑪」（Chha-mo-lung-ma）。1924年、1933年、1936年和1938年，西藏政府頒發護照給隨後的英國珠穆朗瑪峰遠征。西藏護照也發給一些科學家，例如1924年植物學家弗兰克·金登-沃德，
1938年德國恩斯特·舍费尔西藏探險隊，1948年朱塞佩·圖齊到拉薩研究藏傳佛教。
尼古拉斯·洛里奇率領的亞洲探險隊於1926年11月向駐蒙古烏蘭巴托的卓尼爾（噶廈官員）申請護照，1927年3月在拉薩政府批准後，卓尼爾發給探險隊到內藏的護照。然而他們於1927年10月在羌塘高原那曲邊境被宗本所阻，告知他們十三世達賴喇嘛下令外國人一律不准進入拉薩，五個月後（1928年3月）拉薩政府發給他們新的護照，指明允許的路線（申扎宗－薩嘎宗－協格爾－崗巴宗－錫金）。這條路線繞道走西藏西南，避開了拉薩、日喀則與江孜。
1942年，伊莉亞·托爾斯泰作為羅斯福總統的特使出使西藏，他在亞東收到十四世達賴喇嘛發的護照。該護照在16吋寬2呎長的紅棉布上寫著兩名美國官員要去見達賴喇嘛，要求沿途村長按價提供住宿與運輸，由打前站的人在一兩天前傳達。
1949年，美国著名探险家洛維爾·傑克森·湯瑪斯父子亲赴西藏拍摄图片向西方介紹西藏，其西藏护照與图片於2015年在西藏檔案文獻圖書館展出。該護照長三呎寬兩呎，以竹筆在羊皮紙上手寫，蓋上達賴喇嘛官印，內容是沿途提供的住宿、食物與運輸等，由他們的武裝護衛按價支付。卓木（今亞東）商務代表並且在兩人的美國護照上以藏文加註簽証，據他說這是西藏發的第一個簽証。簽証漢譯如下：

西藏政府允許美國公民洛維爾先生前往拉薩。<西藏官員的印>。日期是藏曆陰土牛年六月十七日（公元1949年8月10日）。

1949年，解放軍逼近川藏邊界，康區頭人邦達倉家族委託蘇格蘭傳教士喬治·派特森前往印度報訊並尋求國際援助。邦達倉從拉薩取得了護照，因此派特森一行四人1950年1月從康定出發到印度瓦弄鎮，沿途能使用烏拉制度旅行，並由當地官員接待，取得食物與新的牲畜。:89-91
官員上任時也用護照。如藏曆火雞年（1958年？）貢嘎宗本雪仲热则巴前往任所時就用護照沿途取得住宿與交通工具。

### 出國護照
1925年，帕拉·索南旺傑獲得西藏護照前往英國。該護照現藏大英圖書館。帕拉·索南旺傑（英文常稱為Kusho Palhese）是西藏貴族帕拉家族的成員，他是查爾斯·阿爾弗雷德·貝爾的助手，在貝爾的推薦下，達賴喇嘛發給帕拉·索南旺傑前往英國的護照。

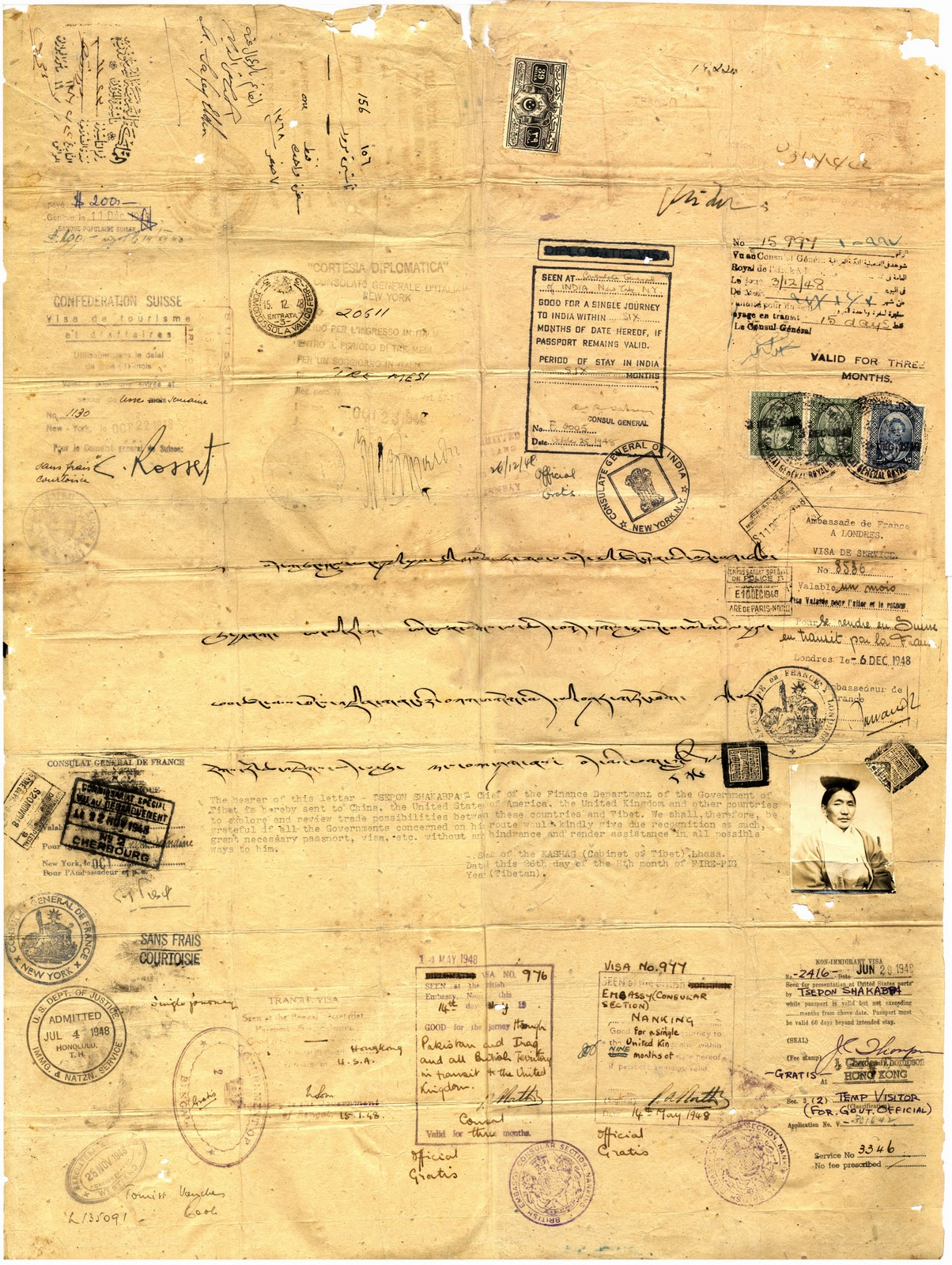
1947年噶廈发给夏格巴·旺秋德丹的护照

1947年6月，西藏噶廈政府通知美國政府，西藏準備派出商務代表團赴美購買黃金作為藏幣準備金以及討論貿易問題。:64代表團成員包括夏格巴等五人。藏曆第16繞迥陰火豬年8月26日（公元1947年10月10日），
噶廈政府發給西藏財政部長夏格巴·旺秋德丹到外國旅行的西藏護照。該護照是一張粉紅色的手工製藏紙，上面貼有照片，信息以手寫藏文和英文打字的形式呈現，類似於現代護照。1992年夏格巴去世後此護照下落不明。2003年，西藏之友會在尼泊爾古董商手裡找到它，以50萬印度盧比（約11,000美元）買下來於2004年獻給第十四世達賴喇嘛。護照英文信息如下：

The bearer of this letter – Tsepon Shakabpa, Chief of the Finance Department of the Government of Tibet, is hereby sent to China, the United States of America, the United Kingdom and other countries to explore and review trade possibilities between these countries and Tibet. We shall, therefore, be grateful if all the Governments concerned on his route would kindly give due recognition as such, grant necessary passport, visa, etc. without any hindrance and render assistance in all possible ways to him.
Stamp of the KASHAG(Cabinet of Tibet), Lhasa.

Dated this 26th day of the 8th month of FIRE-PIG 
Year (Tibetan). 

漢譯如下：

此信的持有者 - 西藏政府財政部長夏格巴孜本現派往中國、美國、英國和其他國家，探討和研究這些國家與西藏之間的貿易可能性。因此，如果所有延途的政府誠懇地給予應有的承認，並且無阻撓地給予必要的護照、簽證等，並以一切可能的方式向他提供協助，我們將不勝感激。
拉薩噶廈（西藏內閣）官印 日期藏曆陰火豬年8月26日

護照蓋有噶廈政府外国事务部（即外交部）的官印與外交部部長的簽字。:922英国、印度、美国、法國、瑞士、義大利给这本西藏护照签发了入境签证或过境签证。:877

## 中華人民共和國時期
1950年西藏併入中華人民共和國後，西藏自治区居民得申請中華人民共和國身份证，第二代身分證使用漢藏兩種文字。西藏自治区居民申請中華人民共和國護照时根据国家移民管理局的护照签发规定，西藏自治区属于“按条件申领”地区，申请时除了按需申领护照时所需的居民身份证并填写申请表外，根据申请人出国的目的，还需要提供对应的证明材料，例如出国旅游者需要提交有资质的旅行社开具的发票（因此按条件申领护照地区的旅行社会以150-300元的价格专门为自由行旅客办理面额200元-3500元不等的办护照专用发票），出国探亲访友者需提交境外亲属或友人的境外身份证明复印件。由于申请人在提交申请表之前需要花费额外时间准备证明材料，因此合计时间一般会达到15-30天，甚至曾经有极少数由于审批速度低下导致过3个月才办出护照的案例，因此建议在西藏自治区办理护照的居民可以经常咨询办证机关即催促审批，通常可在15-30天内办理到手。流亡藏人可以申請印度等國護照或旅行证。

### 流亡藏人
沒有取得外國國籍的流亡藏人可以使用「流亡藏人自由捐獻手冊」（俗稱「綠皮書」）作為身份證明文件。綠皮書是流亡藏人每年捐款給藏人行政中央（俗稱「西藏流亡政府」）的收據本，持有者取得對西藏流亡政府的投票權和參選權，申請流亡政府頒發的獎學金，為流亡政府工作等其他權利。

## 外部連結
- Jamyang Norbu. . 故乡网.   [2018-06-21]. （原始内容存档于2018-06-21） （英语）.
- 桑傑嘉. . 藏人行政中央. 2014年10月22日  [2021年5月16日]. （原始内容存档于2015年6月10日）. 原文部份圖片顯示有問題。博讯轉載 （页面存档备份，存于）的圖片顯示正常。
- That Tibetan Bell in Armenia - Part Two （页面存档备份，存于）有1688年西藏護照圖片。
- Ekai Kawaguchi. . Theosophist office. 1909年: 644.有1897年河口慧海西藏護照圖片。
- Lowell Thomas Jr. .有1949年洛維爾·湯瑪斯父子西藏護照圖片與英文翻譯